# Удар (фильм, 1949)
«Удар» (англ. Impact) — фильм нуар режиссёра Артура Любина, вышедший на экраны в 1949 году.
Режиссёр Артур Любин наибольших успехов добился в комедийном жанре, поставив несколько фильмов с Эбботтом и Костелло, а также с говорящим мулом Френсисом, однако его многочисленные фильмы в криминальном жанре не привлекли к себе особого внимания.
Актёр Брайан Донлеви стал известен благодаря приключенческой военной драме «Красавчик Жест» (1939), за роль в которой был номинирован на Оскар, военной драме «Палачи тоже умирают!» (1943) Фрица Ланга, а также трём классическим фильмам нуар — «Стеклянный ключ» (1942), «Поцелуй смерти» (1947) и «Большой ансамбль» (1955). Элла Рейнс сыграла во многих отличных фильмах нуар, среди них «Подозреваемый» (1944), «Леди-призрак» (1944) и «Паутина» (1947).
После семилетнего перерыва в этом фильме вновь появилась на экране Анна Мэй Вонг, первая в истории американского кино звезда китайского происхождения.
Фильм имеет определённоё сюжетное сходство с картиной «Они сделали меня преступником» (1939).
В 1940-е годы скрытая реклама торговых марок в голливудском кино не поощрялась. Этот фильм стал редким исключением, открыто продемонстрировав целую серию известных торговых марок, среди них «Бекинс» (грузоперевозки), «Кока-кола», «Мобил ойл» и другие.

## Сюжет
В Сан-Франциско, на собрании совета директоров крупный промышленник Уолтер Уильямс (Брайан Донлеви) убеждает коллег в необходимости приобрести несколько фабрик в Тахо, Калифорния, а затем покупает их. Дома Уолтер настолько эмоционально рассказывает о собрании своей изнеженной жене Айрини (Хелен Уокер), что служанке Су Лин (Анна Мэй Вонг) за дверями кажется, что между супругами разыгралась нешуточная ссора.
В тот же день Уолтер отправляется в командировку, чтобы окончательно оформить сделку. После его отъезда Айрини звонит своему любовнику Джиму Торренсу (Тони Барретт), вместе с которым собирается убить Уолтера, и говорит ему, чтобы тот направлялся в условленное место. Когда Уолтер звонит жене из Сосалито, Айрини просит его подвезти её «кузена Джима», который застрял без денег на пути домой в Денвер. Уолтер встречает Торренса около своей машины, и они отправляются в путь. Через несколько часов Уолтер решает перекусить в придорожной закусочной, но Торренс остаётся подождать его в машине. Пока Уолтер отсутствует, он незаметно прокалывает одну шину. После нескольких километров пути шина окончательно спускает, и они останавливаются для её замены на крутом горном подъёме. Во время замены колеса Торренс бьёт Уолтера по голове монтировкой и сталкивает со склона, бросая ему вслед и портфель с документами. В этот момент к их машине подъезжает коммерческий фургон, предлагая свою помощь. В панике Торренс садится за руль и пытается стремительно скрыться с места преступления, не заметив двигающийся навстречу бензовоз. Происходит лобовое столкновение, и обе машины падают в пропасть. Вскоре Уолтер приходит в себя, берёт свой портфель, выбирается обратно на дорогу, залезает во всё ещё стоящий фургон и снова теряет сознание.
Айрини приезжает в гостиницу в Окленде, где она должна была встретиться с Торренсом после убийства Уолтера, но, не дождавшись его, возвращается домой. Вскоре к ней приходит лейтенант полиции Сан-Франциско Том Куинси (Чарльз Кобёрн) и сообщает, что её муж погиб в автокатастрофе, так как обуглившиеся до неузнаваемости труп Торренса приняли за труп Уолтера.
Тем временем Уолтер пересекает в фургоне границу штата и доезжает до маленького городка в Неваде. Выбравшись из фургона, он идёт в кафе и звонит тёте Торренса, и когда слышит, что у неё нет какого «племянника Джима», он понимает, что его просто хотели убить. Рабочие из фургона через некоторое время находят портфель Уолтера и передают его полиции, которая обнаруживает на нём отпечатки пальцев Торренса. Лейтенант Куинси выясняет домашний адрес Торренса и едет туда. Осматривая его бельё, полученное из стирки, Куинси находит платки с монограммой, выполненной в том же стиле, что и на платках Айрини. Проверка телефонных переговоров показывает, что Айрини и Торренс часто переговаривались между собой. Куинси сообщает Айрини, что найден портфель её мужа, и теперь полиция больше не считает, что это был несчастный случай. Он рассчитывает, что Айрини выведет его на Торренса, но Айрини сама не понимает, куда он исчез.
Уолтер тем временем добирается до небольшого городка в штате Айдахо, где устраивается на работу механиком в небольшую автомастерскую при заправочной станции, которой управляет молодая и красивая вдова Марша Питерс (Элла Рейнс). Уолтер, который представляется ей как Билл Уокер, снимает комнату у матери Марши, вскоре между ними устанавливаются тёплые отношения. Уолтер тем не менее продолжает следить за полицейским расследованием собственной гибели, собирая в комнате газетные вырезки по этому делу. Он узнаёт, что главным подозреваемым в его убийстве является исчезнувший любовник его жены. Полиция в итоге задерживает Айрини по обвинению в заговоре с целью убийства Уолтера.
Проходит три месяца. Уолтер, который начинал свою карьеру простым механиком на заводе, быстро освоился в мастерской Марши и очень сблизился с ней. При этом Уолтер не спешит заявить о том, что он жив, желая, чтобы Айрини, которую он так искренне любил и которая так вероломно обманула его, понесла суровое наказание. Через некоторое время мать Марши находит у Уолтера вырезки по делу и говорит ему об этом, предлагая раскрыть о себе всю правду.
Чтобы не втягивать Маршу в это скандальное дело, Уолтер решает уйти. Перед уходом он рассказывает ей о своём прошлом, и Марша убеждает его вернуться в Сан-Франциско. Она едет вместе с ним, чтобы подтвердить его показания в полиции.
Когда Айрини узнаёт, что Уолтер жив, она неожиданно обвиняет Уолтера в убийстве Торренса. По её словам, она полюбила Торренса и хотела уйти к нему от мужа, но Уолтер не давал ей развод. Это привело в бурной ссоре между ними, что может подтвердить их китайская служанка Су Лин. После таких показаний полиция задерживает Уолтера по подозрению в убийстве Торренса из ревности и выпускает Айрини на свободу.
Уолтер пытается объяснить своё столь долгое отсутствие амнезией, однако врач, у которого Уолтер был вскоре после удара, не подтверждает этого. Марша тем временем пытается разыскать Су Лиин, однако её дядя прячет её, опасаясь, что она будет вовлечена в это скандальное дело. Однако непосредственно на суде Марша замечает Су Лин в зале. Она выслеживает её и выясняет, что Уолтер был очень добр по отношению к Су Лин и её семье, и потому Су Лин не хочет свидетельствовать против него в суде, чтобы не навредить ему. Однако она рассказывает, что знала о том, что Айрини сразу после отъезда Уолтера в командировку собрала вещи и уехала для встречи с мужчиной в Окленд.
Вскоре Куинси и Марша находят доказательства того, что Айрини запланировала встречу с Торренсом в гостинице в Окленде после того, как он должен быть убить Уолтера. В суде адвокату Уолтера удаётся доказать с помощью фрагментов одежды Торренса и его чемодана, который тот отправил в Окленд, что Айрини была соучастницей покушения на жизнь своего мужа. После этого прокурор снимает свои обвинения против Уолтера и возбуждает дело против Айрини. Марша и Уолтер благодарят Куинси и строят планы будущей совместной жизни.

## В ролях
- Брайан Донлеви — Уолтер Уильямс
- Элла Рейнс — Марша Питерс
- Чарльз Кобёрн — лейтенант Том Куинси
- Хелен Уокер — Айрини Уильямс
- Тони Барретт — Джим Торренс
- Анна Мэй Вонг — Су Лин
- Роберт Уорик — капитан Каллаган
- Арт Бейкер — Элдридж, адвокат
- Гертруда Астор — репортёр в зале суда (в титрах не указана)

## Оценка критики
Критик Гэри Туз положительно оценил картину, написав, что «среди „скромных“ фильмов нуар этот один из лучших. Простая сюжетная идея закручена по максимуму для аудитории конца 1940-х годов».
Кинокритик Ричард Гиллиам охарактеризовал на сайте Allmovie этот фильм как «хорошо рассказанную криминальную драму, которую отличает добротная игра опытных актёров… Во внутреннем конфликте обманутого мужа персонаж Донлеви отказывается от мести в качестве мотивирующего фактора и более заинтересован в перестройке собственной жизни.. Там, где фильм нуар часто связан с темами фатализма и справедливости в кармическом смысле, криминальные истории со „счастливым концом“ вроде „Удара“ предлагают комфортное заверение публики в том, что организационные структуры общества найдут способ защитить невинного и покарать виновного… Режиссёр Артур Любин владеет мастерством, но стиль не является его сильной стороной… Фильму явно недостаёт оригинальности и атмосферы, но он находит силу в игре актёров второго плана», среди них «явно недооцененная Элла Рейнс, которая тащит на себе вторую половину фильма», Чарльз Кобёрн и Анна Мэй Вонг… «В целом, „Удару“ не хватает стабильности и энергичности, чтобы обрести статус классики, но фильм достаточно силён, чтобы обеспечивать зрительский интерес и поднять его над многочисленными криминальными драмами конца 1940-х годов».